# Piazza Brembana
Piazza Brembana [ˈpjaʦːa bɾemˈbaːna] (Piassa [ˈpjasa] in dialetto bergamasco) è un comune italiano di 1 185 abitanti della provincia di Bergamo in Lombardia.
Collocata a nord di Bergamo e alla confluenza tra i due rami del fiume Brembo, è circondata dalle Prealpi Orobie ed è il comune capoluogo della Comunità Montana della Valle Brembana.

## Origini del nome
Il nome Piazza Brembana sembrerebbe derivare dal nome stesso del fiume che percorre il paese: il fiume Brembo. Infatti sembrerebbe che, etimologicamente, il significato della radice brem, in una lingua pre-romana, stava per "risuonare". Molto probabilmente per il corso torrentizio che sembrava "risuonare" chiacchierino nella Valle.

## Storia

### L'età antica
I primi insediamenti umani risalgono al II secolo a.C. quando i Romani inclusero il paese, unitamente ai borghi limitrofi, in un pagus denominato pagus brembanus.
I nuovi colonizzatori sfruttarono le risorse minerarie (principalmente ferro) presenti nei monti circostanti, e crearono numerose vie di collegamento con il vicino pagus Saturnius (posto in Val Seriana), anch'esso con una florida attività estrattiva.

### Il Medioevo
Questa attività fece sì che l'intera zona prosperasse anche durante il Medioevo, quando il borgo venne interessato da un crescente sviluppo demografico dovuto alle migliorate condizioni di vita, ma anche all'immigrazione di numerosi nuclei in fuga dalle lotte fratricide tra guelfi e ghibellini. In queste zone, soggette alla dominazione della famiglia dei Visconti in cui era notevole l'influenza ghibellina, non si verificarono scontri tra le opposte fazioni.
Con l'avvento della dominazione veneta i commerci ebbero un ulteriore incremento, anche grazie alla costruzione della Via Priula, strada che collegava Bergamo con il Canton Grigioni.

### L'età contemporanea
La Serenissima inoltre pose Piazza (che restò il nome del paese fino al 1866) come centro commerciale e amministrativo del dipartimento Oltre la Goggia, di cui facevano parte tutti i paesi dell'alta valle Brembana. Anche i regimi che si succedettero in seguito mantennero nel paese le principali istituzioni a livello amministrativo.
Un ulteriore impulso all'economia e ai trasporti venne dato dalla costruzione, avvenuta nel 1926, della tratta della Ferrovia della Valle Brembana, che da San Pellegrino portava il capolinea a Piazza Brembana. La linea fu soppressa nel 1966.
Nel 1927 il regime fascista fece una grande opera di accorpamento tra parecchi comuni del Regno d'Italia. Fu il caso anche di Piazza Brembana, che si trovò aggregato ai vicini Valnegra, Lenna e Moio de' Calvi in un unico comune denominato San Martino de' Calvi. Soltanto nel 1956 i comuni si separarono nuovamente, assumendo l'attuale conformazione.
Tra i personaggi celebri nati nel paese meritano una citazione: Giacomo Calegari (1848-1915), noto pittore, Gerolamo o Girolamo Calvi (1801-1848), musicista e letterato, e i quattro fratelli Calvi: Attilio, Santino, Natale e Giannino, eroi della prima guerra mondiale.

### Simboli
Lo stemma e il gonfalone di Piazza Brembana sono stati concessi con decreto del presidente della Repubblica del 20 ottobre 1998.
Lo stemma attuale riprende il vecchio simbolo effigiato nel palazzo comunale e presente nei documenti ufficiali. Il rettangolo, posto nel centro dello scudo, allude al nome del paese Piazza, derivante dalla sua conformazione particolare, essendo posto su un'altura pianeggiante circondata dai monti. L'aquila è un animale tipico del territorio alpino.
Il gonfalone è un drappo di verde.

## Monumenti e luoghi d'interesse

### Architetture religiose

#### Duomo di San Martino
Il duomo, dedicato a san Martino, riedificato nel XIX secolo in luogo di un precedente edificio di culto risalente all'anno 1000, è in comune con il vicino paese di Lenna. In stile neogotico, al proprio interno presenta un polittico di notevole fattura eseguito da Lattanzio da Rimini, statue di Andrea Fantoni, nonché opere di Carlo Ceresa.

#### Chiesa di San Bernardo
La chiesa di San Bernardo, edificata nel XV secolo, situata nel centro del paese, custodisce opere di Andrea Vicentino, di Palma il Giovane e di Carlo Ceresa. A fianco di questo edificio venne successivamente costruito un convento di monache francescane.

## Percorso Museale "Fratelli Calvi"
Il Percorso Museale fu inaugurato il 24 maggio 2015, nel centenario della prima guerra mondiale, per ricordare e onorare i quattro fratelli Calvi caduti nella Grande Guerra.

## Società

### Evoluzione demografica
Abitanti censiti

## Infrastrutture e trasporti

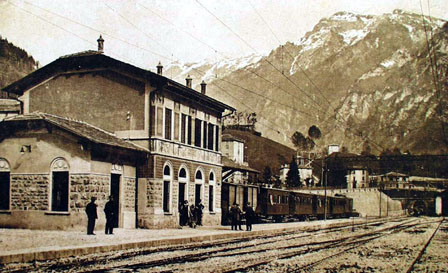
La stazione ferroviaria

La stazione di Piazza Brembana, inizialmente denominata Stazione di San Martino de' Calvi Nord, rappresentava il capolinea settentrionale della ferrovia della Valle Brembana, attiva fra il 1906 e il 1966.
L'impianto disponeva di un fascio merci dotato di magazzino ed era raccordato con un'impresa che spediva il legname proveniente dall'alta valle.